# Río de las Vueltas
Le río de las Vueltas, également surnommé río Gatica, est un cours d'eau situé dans le département de Lago Argentino, au sud-ouest de la province de Santa Cruz, en Patagonie argentine (Argentine). Il appartient au bassin du río Santa Cruz, qui se jette dans l'océan Atlantique. La seule ville située le long de son cours est la localité d'El Chaltén, à 49° 20′ 02,76″ S, 72° 52′ 50,61″ O.

## Toponymie
Le río de las Vueltas (en espagnol : rivière des tours ou des méandres) doit son nom aux méandres qui forment une grande partie de son cours.

## Hydrographie

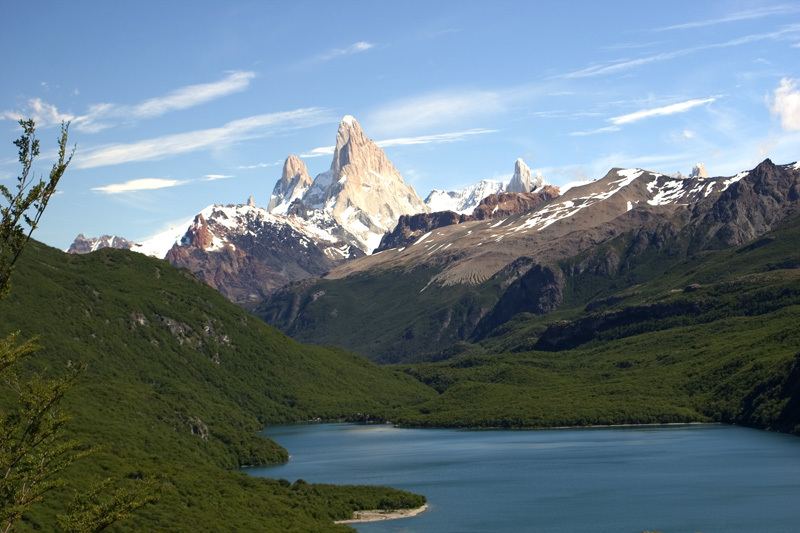
La source du río de las Vueltas dans le lago del Desierto ; au fond on aperçoit le mont Fitz Roy (3406 m).

Ce cours d'eau est situé dans le bassin versant du río Santa Cruz. Une part importante des eaux du río de las Vueltas est d'origine glaciaire, et provient de la fonte des glaciers situés à l’extrémité nord du parc national Los Glaciares. Le río de las Vueltas trouve sa source dans le lago del Desierto, à une altitude de 506 mètres et se jette dans le lac Viedma à une altitude de 250 mètres. Sur d'anciens sédiments morainiques, avant de déboucher dans le lac Viedma, il forme un delta intriqué, partagé avec le río Barrancas, qui est également l'un de ses affluents en période de crues. Depuis le lac Viedma, les eaux du río de las Vueltas passent, à travers le río La Leona, au lac Argentino. Les eaux de cet énorme lac donnent naissance au río Santa Cruz, qui se jette à son tour dans la mer d'Argentine (océan Atlantique).
Cette rivière, dans son cours moyen, traverse la laguna Cóndor.
Le río de las Vueltas comporte sur sa rive droite — ouest — la « Zona Viedma » du secteur septentrional de la « réserve nationale Los Glaciares », cette zone protège le secteur nord du parc national Los Glaciares. Sur cette même rive, à l'embouchure du río Fitz Roy dans le río de las Vueltas, se trouve la seule localité de la région : El Chaltén.
À la fin de l'été austral, le débit de la rivière est maximal, alors qu'il atteint son niveau le plus bas en septembre. Son débit moyen est de 52,35 m3/s.

### Affluents

#### Sur la rive gauche
- Arroyo La Pava
- Río del Bosque
- Río de los Portones
- Cañada Toro
- Arroyo de las Vacas
- Río Barrancas (uniquement pendant les inondations, le reste de l'année il se jette directement dans le lac Viedma)

#### Sur la rive droite
- Arroyo Huemul
- Río Cañadón de los Toros
- Río Milodón
- Río Eléctrico
- Río Fitz Roy
- Río Cóndor
- Río Blanco
- Río Chorrillo del Salto

## Caractéristiques géographiques

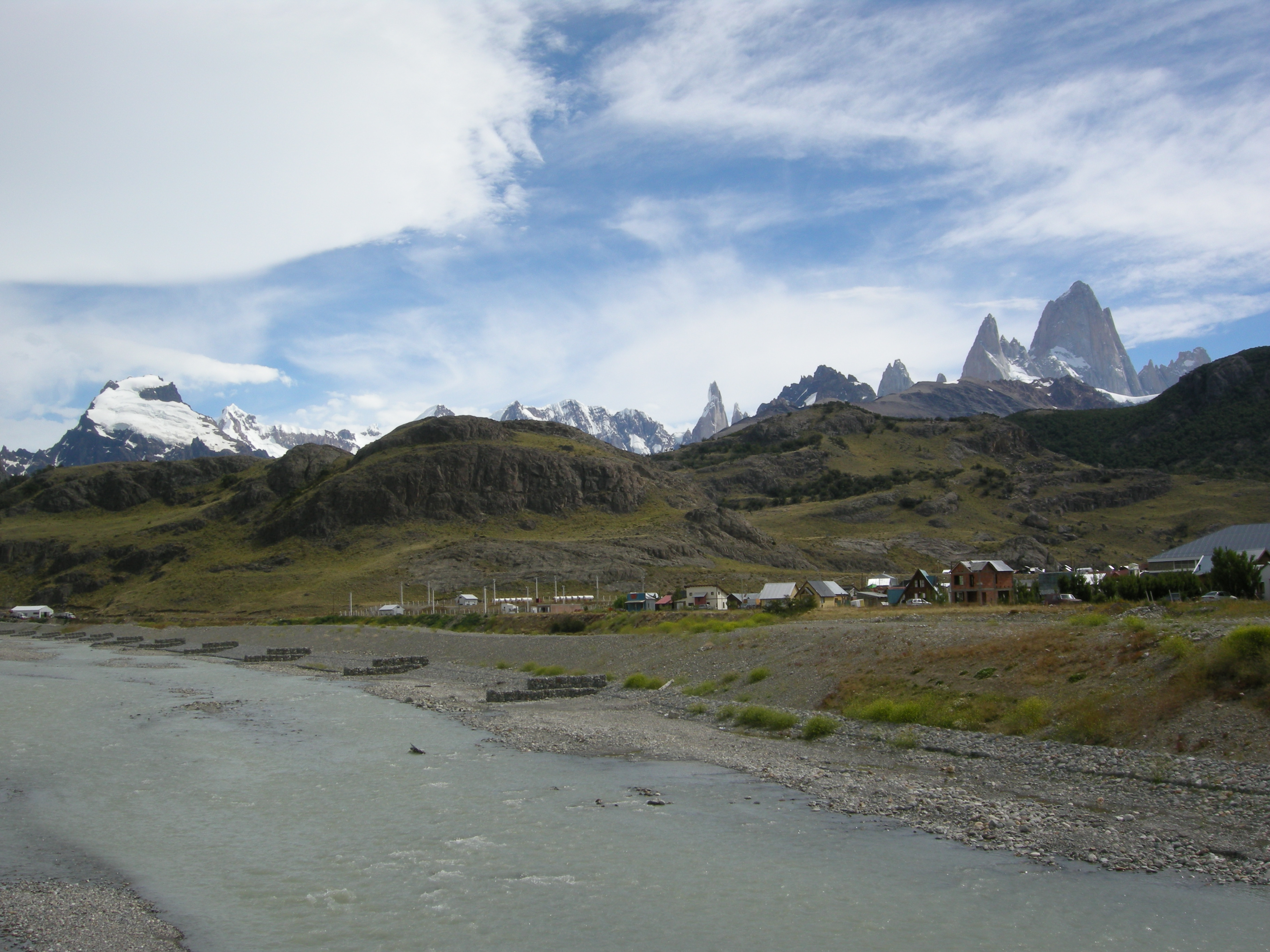
Le río de las Vueltas passant à proximité d'El Chaltén.

Son bassin supérieur et moyen forme une étroite vallée rectangulaire de 12 km de large (en moyenne) — elle atteint jusqu'à 18 km de large —, qui suit une orientation nord-nord-est/sud-sud-ouest à l'est de la chaîne principale de la cordillère des Andes, encadrée par deux chaînes de montagnes, la plus occidentale reçoit plusieurs noms dans se différentes sections (chaînon Gorra Blanca, chaînon Marconi, etc.), la plus orientale, plus continue mais plus étroite et moins haute, est appelée chaînon Oriental au Chili et chaînon Martínez de Rozas (au nord) et chaînon del Bosque (au sud) en Argentine. Les chaînon septentrionaux la séparent du bassin du lac O'Higgins/San Martín, dont les eaux se jettent dans l'océan Pacifique.

## Climat

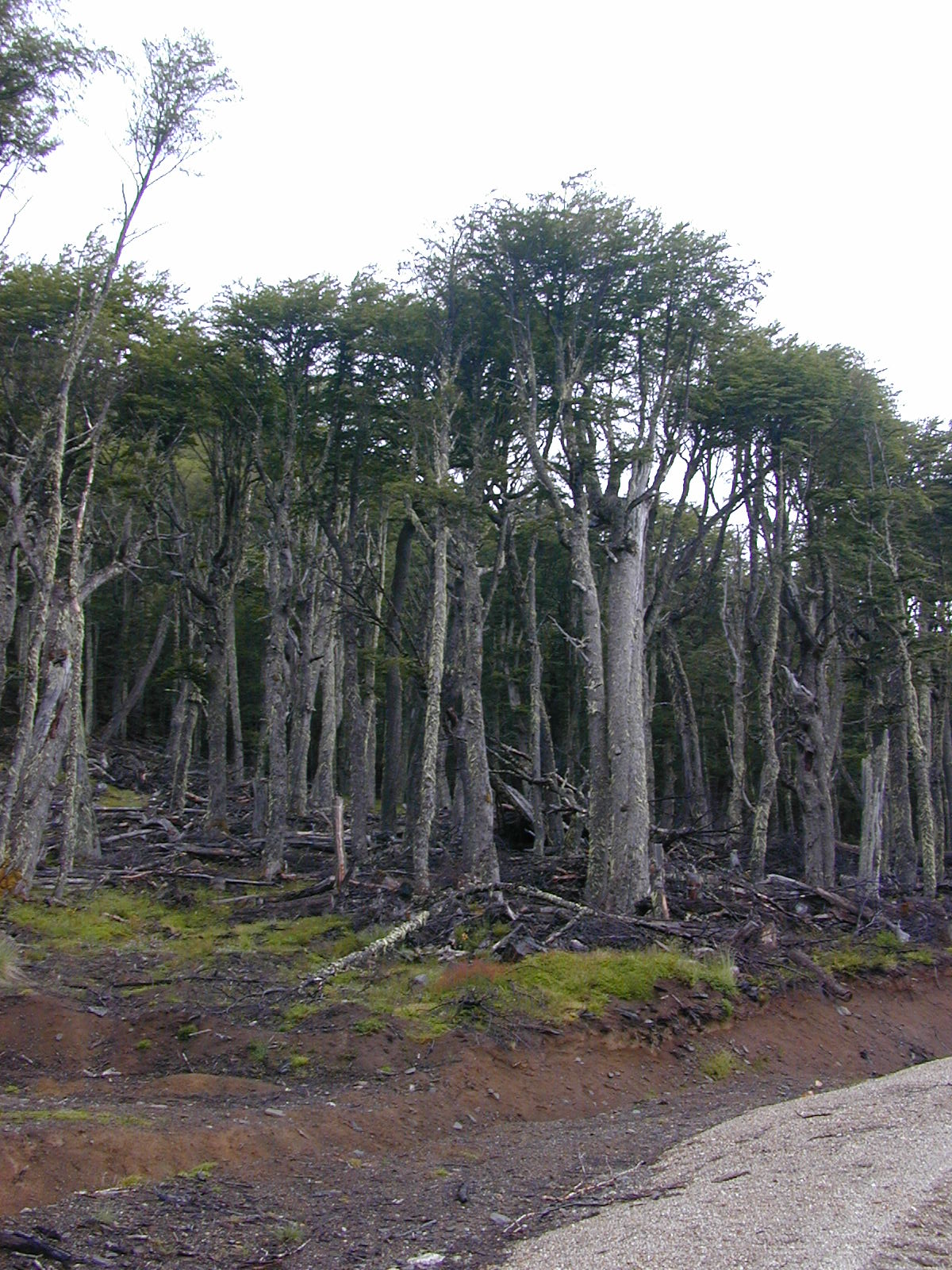
Les forêts de lengas bordent le cours du río de las Vueltas.

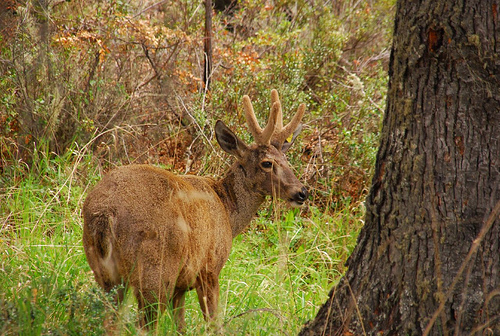
Le huemul (Hippocamelus bisulcus), peuple les bois environnant le río de las Vueltas.

Le climat dans la région parcourue par le río de las Vueltas est qualifié de « climat patagonique humide ». Les températures sont comprises entre −18 °C de minimale et 25 °C. Les précipitations atteignent des niveaux de 784 mm par an dans son cours moyen et de 730 mm dans son cours inférieur. Au printemps et en été, les jours de vent sont fréquents.

## Accès

Vue panoramique de la localité d'El Chaltén, avec le río de las Vueltas à droite.

Son cours est accessible depuis la route provinciale 23 — recouverte de graviers —, qui suit son cours, sur sa rive droite (ouest).

## Activités touristiques
Chaque année, du 1er au 3 février, El Chaltén, décrétée « Capital Nacional del Trekking » en 1994 part le Secrétariat au Tourisme de la Nation argentine, célèbre la « Fiesta Nacional del Trekking ». Cette fête voit l'organisation d'un marathon le long du río de las Vueltas jusqu'au lac del Desierto.